# Amblytylus brevicollis
De Vroege-haverbreedneus (Amblytylus brevicollis) is een wants uit de familie van de blindwantsen (Miridae). De soort werd het eerst wetenschappelijk beschreven door Franz Xaver Fieber in 1858.

## Uiterlijk
De wants kan 4 tot 5 mm lang worden, is langvleugelig en lijkt op de andere soorten uit het geslacht Amblytylus. De kop is geelbruin, het lichaam is grijsgeel of bruingeel en is bedekt met lichte haartjes. De mannetjes zijn langwerpig en de vrouwtjes meer ovaal van vorm. Van de grijsgele antennes zijn het derde en vierde segment donkerder. De schenen van de gelige pootjes hebben bruine stekels. De voorvleugels zijn enigszins doorzichtig, het doorzichtige gedeelte van de vleugels heeft witgele aders.

## Leefwijze
De soort leeft op vroege haver (Aira praecox) in zandige droge gebieden en kent één generatie per jaar. De wantsen komen als eitje de winter door en de volwassen dieren kunnen van juni tot juli worden waargenomen.

## Leefgebied
Het verspreidingsgebied van de wants is Palearctisch van Europa tot Noord-Afrika. In Nederland is de wants zeer zeldzaam.